# Юта Ватанабе
Юта Ватанабе (на японски: 渡邊 雄太) е японски баскетболист, играещ като леко крило за Бруклин Нетс в НБА. През цялата си професионална кариера играе в САЩ, като завършва колежа „Джордж Вашингтон“ и играе за колежанския тим 4 години в NCAA. Национал е на Япония от 2013 г.

## Клубна кариера
Талантът на Ватанабе е забелязан още в гимназията, като през 2014 г. той приема да замине за САЩ и да преследва мечтата си да играе в НБА. През есента на същата година става част от Джордж Вашингтон Колониалс. Получава спортна стипендия, даваща му право да играе в Дивизия I. Използван е от треньора Марк Лонърган като жокер от резервната скамейка през първия си сезон. Юта вкарва по 13.5 точки средно на мач и добавя по 5 борби и 2 асистенции.
През 2016 г. печели турнира National Invitation, в който участват тимовете от NCAA, останали извън плейофите. През сезона записва 40 блокирани изстрела, с което става водещ по този показател в тима. През сезон 2016/17 е избран в идеалния защитен тим на дивизията Atlantic 10. В последната си кампания като колежанин става част от дефанзивния отбор на годината в дивизията.
Ватанабе участва в драфта на НБА през 2018 г., но не е избран от нито един отбор. Подписва договор с Мемфис Гризлис с опция да играе за сателитния отбор Мемфис Хъсъл в Джи Лигата. През двата си сезона в Мемфис записва само 32 двубоя в НБА. За Хъсъл е титуляр, като през 2018/19 вкарва по 14.2 точки, а през 2019/20 - по 17.2.
На 27 ноември 2020 г. подписва с Торонто Раптърс по същата схема. Въпреки това не записва нито един мач в Джи лигата за Раптърс 905. В Торонто Ватанабе получава повече игрови минути, като на 4 март 2021 г. за първи път започва като титуляр в НБА – в среща с Детройт Пистънс играе 11 минути и записва 4 борби. На 14 декември 2021 г. записва първия дабъл-дабъл в кариерата си с 12 точки и 11 борби при победата със 124:101 над Сакраменто Кингс. На 26 декември подобрява личния си рекорд по точки и борби с 26 точки и 16 борби срещу Кливланд Кавалиърс.
На 28 август 2022 г. преминава в Бруклин Нетс като свободен агент.

## Национален отбор
Дебютира за представителния тим на Япония през 2013 г. на Първенството на Източна Азия. Същата година участва и на Азиатския шампионата. През 2019 г. е част от тима на "самураите" на Световното първенство, като вкарва по 15.6 точки, взима по 5.6 борби и записва по 1.6 асистенции. Участва и на Олимпийските игри в Токио.